# Norbert Neugebauer
Norbert Neugebauer (* 9. Juni 1917 in Tuzla; † 6. Mai 1992 in Offenbach) war ein jugoslawischer Filmregisseur und Szenarist.

## Biografie
Norbert Neugebauer war der Sohn eines Fotografen. Mit seinem Bruder Walter betrieb und gab Norbert im Zeitraum zwischen 1938 und 1945 einige Zeitschriften heraus, in welchen er die Texte der Comics schrieb (Vandrokaš, Veseli Vandrokaš, Zabavnik). Die beiden Brüder realisierten auch Zeichentrickfilme im Geiste der Poetik von Walt Disney. Selbständig realisierte Neugebauer die Zeichentrickfilme Gool! (1952) und Lažni kanarinac (1958). Ab dem Beginn der 1960er Jahre wohnte er in der Bundesrepublik Deutschland, wo er mit seinem Bruder an Comics und Zeichentrickfilmen für Werbezwecke arbeitete.

## Filmografie
- 1945: Svi na izbore
- 1951: Veliki miting
- 1951: Veseli doživljaj
- 1952: Gool!
- 1958: Lažni kanarinac
- 1958: Bušo hrabri izvidnik